# مالكولم تورنبول
مالكولم بليغ تورنبول (بالإنجليزية: Malcolm Bligh Turnbull)‏ هو سياسي أسترالي ولد في يوم 24 أكتوبر 1954 في مدينة سيدني في أستراليا، أصبح رئيس وزراء أستراليا ال29 في يوم 15 سبتمبر 2015 خلفاً لتوني أبوت، وتورنبول هو من الحزب الليبرالي الأسترالي.
تخرج تورنبول من جامعة سيدني حائزًا على بكالوريوس في الآداب وبكالوريوس في القانون، ثم التحق بكلية براسينوز، أكسفورد بصفته باحثًا من جامعة رودس، وحصل على بكالوريوس في القانون المدني. لمدة تفوق العقدين قبل دخوله المعترك السياسي، عمل صحفيًا ومحاميًا ومصرفيًا تجاري وصاحب رأس مال (مستثمر) مغامر. شغل منصب رئيس الحركة الجمهورية الأسترالية منذ 1993 حتى 2000، وكان أحد قادة حملة «نعم» الفاشلة في استفتاء الجمهورية عام 1999. انتخب لأول مرة في مجلس النواب الأسترالي عن مقاطعة وينتوورث في نيو ساوث ويلز في الانتخابات الفيدرالية لعام 2004، وكان وزيرًا للبيئة والمياه منذ يناير 2007 حتى ديسمبر 2007.
بعد حصوله على المركز الثاني في انتخابات القيادة لعام 2007، فاز تورنبول بقيادة الحزب الليبرالي في سبتمبر من العام 2008 وأصبح بعدها زعيم المعارضة، لكن دعمه لمخطط الحد من التلوث الكربوني الذي اقترحته حكومة رود في ديسمبر 2009 أثار بعض أعداء حزبه فتحدى توني أبوت قيادته للحزب ليهزم تورنبول بعدها بفارق صوت واحد. على الرغم من أنه خطط في البداية لترك السياسة بعد تلك الخسارة، إلا أنه اختار البقاء وعُين في وقت لاحق وزيرًا للاتصالات في حكومة أبوت بعد الانتخابات الفيدرالية لعام 2013.
بسبب نتائج حكومته الضعيفة في استطلاعات الرأي، استقال تورنبول من مجلس الوزراء في 14 سبتمبر 2015 وتحدى أبوت على قيادة الحزب الليبرالي واستعاد قيادته بفارق 10 أصوات. أدى اليمين الدستورية رئيسًا لوزراء أستراليا في اليوم التالي. أطلقت حكومة تورنبول الأجندة الوطنية للابتكار والعلوم أولوية اقتصادية رئيسية وعملت على تعزيز تدريس العلوم والتكنولوجيا والهندسة والرياضيات، كما عملت على زيادة تمويل رأس المال الاستثماري للشركات الناشئة. هذا وتابع تورنبول «صفقات المدن» مع الحكومات المحلية وحكومات الولايات لتحسين نتائج التخطيط المدني وتشجيع الاستثمار في مشاريع مثل مطار سيدني الغربي.
في الانتخابات الفيدرالية لعام 2016، قاد تورنبول التحالف للفوز بفارق مقعد واحد، وهي أصغر أغلبية يحققها حزب منذ الانتخابات الفيدرالية عام 1961. سعى تورنبول في ولايته الثانية، سعى تيرنبو من أجل إجراء استفتاء لتشريع زواج المثليين في أستراليا ونجح بتحقيق هدفه في النهاية. في أواخر عام 2017، عانت حكومته من أزمة مشروعية برلمانية شهدت خروج خمسة عشر نائبًا من البرلمان بسبب مخاوف بشأن الجنسية المزدوجة التي يحملونها. للتصدي لتغير المناخ وإصلاح سياسة حكومته المتعلقة بالطاقة، اقترح تورنبول ضمان الطاقة الوطني الذي رفضه الحزب في النهاية وسط دعوات لتغيير القيادة.
في أغسطس من العام 2018، أدى تحدي أطلقه بيتر داتون إلى تغيير القيادة الليبرالية، ليستقيل تورنبول من منصب رئاسة الحكومة دون ان يعترض على نتائج التصويت الحزبي أو يطعن بها، وكان الفوز في النهاية من نصيب أمين الصندوق سكوت موريسون داتون ونائبة الزعيم جولي بيشوب. استقال تورنبول من البرلمان في 31 أغسطس 2018، مما أدى إلى انتخابات فرعية في مقره السابق في وينتورث. خسر الحزب الليبرالي الانتخابات الفرعية أمام المرشحة المستقلة كيرين فيلبس، مما أدى إلى خسارة التحالف للأغلبية في مجلس النواب.
منذ مغادرته البرلمان، أصبح تورنبول مستشارًا لشركة كاسادا الأسترالية الناشئة في مجال الأمن السيبراني.

## بداياته وتعليمه
وُلد مالكولم بلاي تورنبول في سيدني، نيو ساوث ويلز، في 24 أكتوبر من العام 1954، وهو الطفل الوحيد لبروس بلاي تورنبول وكورال ماغنوليا لانسبري. كان والده سمسار فنادق، بينما كانت والدته ممثلة إذاعية وكاتبة وأكاديمية، وابنة عم ممثلة السينما والتلفزيون البريطانية أنجيلا لانسبري. ولدت جدته لأمه، ماي لانسبري (مورلي قبل الزواج)، في إنجلترا، بينما ولد أجداده الآخرون في أستراليا، كما أن له أصول اسكتلندية. وصل جده الأكبر جون تورنبول (1751-1834) إلى كورومانديل في عام 1802 في نيو ساوث ويلز وأصبح خياطًا. في مقابلة أجريت معه عام 2015، قال تورنبول أن اسمه الأوسط «بلاي» تقليدٌ عائلي متوارث لأجيال، وقد منح في الأصل تكريمًا للحاكم ويليام بلاي. تزوج والدا تورنبول في ديسمبر من العام 1955، بعد أربعة عشر شهرًا من ولادته. انفصلا عندما كان في التاسعة من عمره، فغادرت والدته إلى نيوزيلندا في البداية ومن ثم إلى الولايات المتحدة، ليربيه والده بمفرده. عانى تيرنبول من الربو عندما كان طفلًا صغيرًا.
قضى تورنبول السنوات الثلاث الأولى من دراسته في مدرسة فوكلوز العامة، ثم انتقل إلى مدرسة سيدني غرامار التحضيرية في سانت إيف، ليلتحق بعدها بمركز غرامار الثانوي على شارع كوليج بمنحة جزئية. عاش تورنبول في خلال هذا الوقت في المهاجع الداخلية بالمدرسة. عُيّن قائد فريق المدرسة في عام 1972، كما فاز في مسابقة لورانس كامبل للخطابة متفوقًا بشكل خاص في المواد الأدبية مثل اللغة الإنجليزية والتاريخ. لكن، وخلافًا لبعض المصادر، لم يكن تورنبول قائد الفريق في خلال سنة تخرجه في مدرسة سيدني غرامر. عام 1987، وتخليدًا لذكرى والده الراحل، أنشأ منحة بروس تورنبول التي تقدم إعفاءً كاملًا من الرسوم للطالب الذي لا يستطيع تحمل تكاليف الدراسة.
في عام 1973، التحق تورنبول بجامعة سيدني وتخرج منها حاملًا درجة بكالوريوس الآداب في العلوم السياسية عام 1977 وبكالوريوس القانون عام 1978. في أثناء دراسته، انخرط في النشاطات الطلابية السياسة، فشغل منصب مدير مجلس إدارة اتحاد جامعة سيدني، كما عمل صحفيًا سياسيًا بدوام جزئي في «نايشن ريفيو» «وراديو 2 إس» والقاناة التاسعة حيث غطى سياسات الدولة.
في عام 1978، حصل تورنبول على منحة رودس الدراسية والتحق بكلية براسينوز، أكسفورد، حيث درس القانون المدني منذ 1978 وحتى 1980، وتخرج بمرتبة الشرف حائزًا على البكالوريوس. في أثناء وجوده في أكسفورد، عمل في صحيفة صنداي تايمز وساهم في الصحف والمجلات في كل من الولايات المتحدة وأستراليا. خلال فترة وجود تورنبول في أكسفورد، كُتب عنه أنه «كان دائمًا يدخل غرف الحياة دون استئذان».

## ثروته الشخصية
في عام 2005، قدرت الثروة الصافية المجمعة لمالكولم ولوسي تورنبول بـ 133 مليون دولار أسترالي، ما جعله أغنى أعضاء البرلمان الأسترالي حتى انتخاب الملياردير كلايف بالمر في انتخابات عام 2013.
ذكر تورنبول في قائمة بي ى ر دبليو ريتش للسنة الثانية على التوالي في عام 2010، وعلى الرغم من تراجع ثروته من 182 إلى 197 مليونًا، إلا أن صافي ثروته المقدرة ارتفع إلى 186 مليون دولار أسترالي، واستمر في كونه السياسي الوحيد على القائمة. لم يدرج اسم تورنبول في قائمة العام 2014. اعتبارًا من العام 2015، تجاوزت ثروته الصافية المقدرة 200 مليون دولار أسترالي.

## روابط خارجية
- مالكولم تورنبول على موقع الموسوعة البريطانية (الإنجليزية)
- مالكولم تورنبول على موقع مونزينجر (الألمانية)